# 2402 Satpaev
2402 Satpaev è un asteroide della fascia principale. Scoperto nel 1979, presenta un'orbita caratterizzata da un semiasse maggiore pari a 2,2219457 UA e da un'eccentricità di 0,1313203, inclinata di 5,16893° rispetto all'eclittica.
L'asteroide è dedicato al geologo kazako Qanysh Sátbaev. 